# توك توك

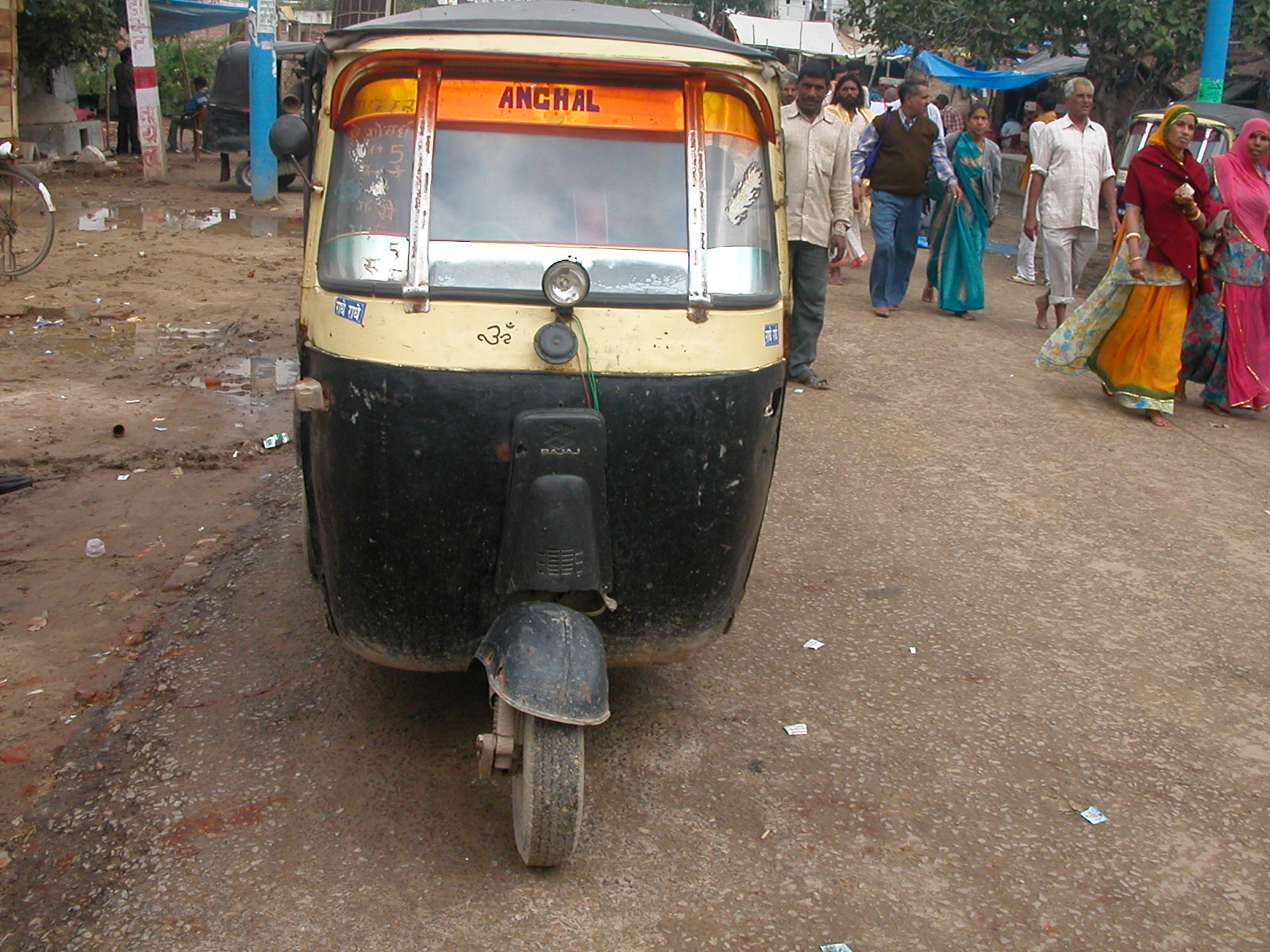
التوكتوك في الهند

التوكتوك أو تكتك (بالتايلندية: ตุ๊กตุ๊ก) أو الباجاج أو الركشة (بالهندية: ऑटो रिक्शा) (الجمع: تكاتك) وهي مركبة نارية ذات ثلات عجلات، تستخدم غالبا كوسيلة للانتقال بالأجرة وينتشر التوكتوك بكثرة في البلاد الآسيوية ولا سيما في البلاد العربية وخصوصاً في العراق ومصر والسودان ويتسع التوكتوك لراكبين أو ثلاثة بالمقعد الخلفي بالإضافة إلي السائق الذي يجلس في المقدمة.

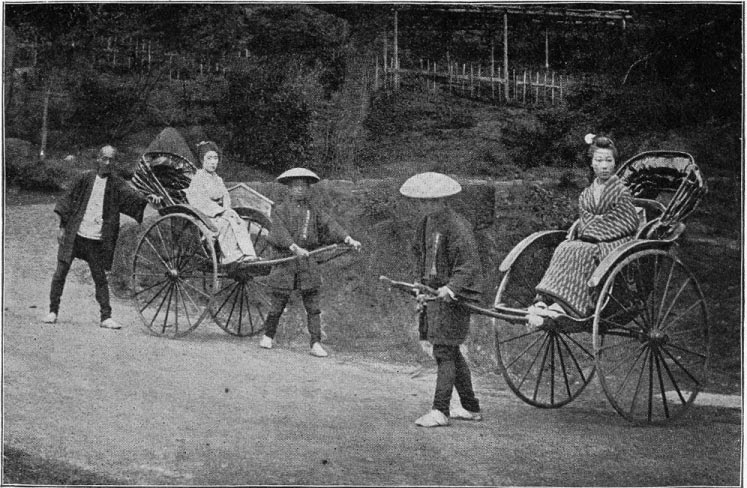
الريكاشة اليابانية القديمة

## تاريخ التوكتوك
ولذلك يعتبر التوكتوك هو تطور لمركبة الريكاشة اليابانية القديمة التي كان يجرها سائقها والتي كانت تجري علي عجلتين. تطورت الريكاشه من آلة يجرها الإنسان إلى أخرى مزودة بترس وبدالين كالدراجة. ثم الي تزويدها بمحرك حتى وصلت إلى الشكل المتعارف عليه حاليا.
أما كلمة توك توك (بالتايلندية:ตุ๊กตุ๊ก) هي غير أكيدة المعني أو المصدر، ولكن المرجح ان الكلمة مستمدة من الصوت الصادر من الماكينة عند تسارعها (مثلما كلمة تكتيك أتت من صوت المدفع)
من أول الشركات المنتجة للتوكتوك هي شركة باجاج الهندية، وهي نفس الشركة المنتجة للفيسبا التي انتشر استخدامها بصورة كبيرة في الثمانينيات. ثم بدأت شركات أخرى بتصنيع التوكتوك بالاخص في تايلاند.
بدأ ظهور التوكتوك في البلاد العربية بكثرة مع دخول الالفية الثانية، على الرغم من إنتشار التوكتوك في الهند في أوائل الستينيات.

## ميكانيكا التوكتوك
يعتمد التوكتوك عادة علي محرك بنزين ذو سلندر واحد سعة 400 سي سي. وبه صندوق تروس بسيط شبيه للموجود بالدراجة النارية بالإضافة الي انه يحتوي على غيار العكسي ليسمح للتوكتوك بالرجوع للخلف. نظام التوجيه في التوكتوك هو مبدئي يعتمد علي «جادون» مثل الموجود بالدراجة ولا يوجد عجلة القيادة. نظام التعليق في التوكتوك هو مبدئي أيضا وهو شبيه جدا للمستخدم في الفيسبا.
| المواصفات الفنية للتوكتوك Bajaj 4S | المواصفات الفنية للتوكتوك Bajaj 4S      |
| [ 3 ]                              | [ 3 ]                                   |
| ---------------------------------- | --------------------------------------- |
| محرك                               | بنزين 1 سلندر سعة 400cسي سي 4stroke     |
| ناقل السرعة                        | ناقل يدوي، 4 سرعات                      |
| بطارية                             | 12 فولت                                 |
| القدرة                             | 8.5 حصان. 5000 لفة في الدقيقة           |
| نظام الوقد                         | كارباتير                                |
| تبريد المحرك                       | مروحة هوائية                            |
| الطول                              | 2.62 متر                                |
| العرض                              | 1.3 متر                                 |
| الارتفاع عن الأرض                  | 20 سم                                   |
| قطر الدوران                        | 2.3 متر                                 |
| الوزن                              | 325 كجم                                 |
| تعليق امامي                        | مساعد هيدوليكي وسوسته                   |
| تعليق خلفي                         | مساعد افقي                              |
| فرامل                              | (غير هيدروليكي) نظام الطبلة امامي وخلفي |
| سعة تانك الوقود                    | 7 لتر                                   |
| معدل استهلاك الوقود (داخل المدينة) | 25-28 كيلو متر للتر الواحد              |
| كشاف امامي                         | 35 وات                                  |

## الناحية الامنية
كثير من الدول تعتبر التوكتوك مركبة غير مطابقة للمواصفات الأمنية، وذلك لعدم اتزانه وعدم صلابة هيكله الخارجي، عدم وجود أبواب أو أحزمة أمان تعرض الركاب للخطر في حالة الحوادث. وبالتالي ترفض كثير من الأنظمة المرورية صرف لوحات ترخيص للتوكتوك لاعتقادها في عدم صلاحيته للسير في طرق المدينة، بالرغم من ذلك لم يمتنع الكثير من السائقين عن قيادته، وأصبح من الشائع رؤية التوكتوك ينطلق في أنحاء المدن بدون لوحات رقمية أو ترخيص.
شجع عدم وجود لوحات رقمية للتوكتوك علي استخدامه في اتمام جرائم السرقة أو الاختطاف. فضل الكثير من الخارجين عن القانون استخدام التوكتوك عن الدراجة النارية وذلك لعدم وجود لوحات رقمية به تساعد علي التعرف علي ماهية السائق.
رأت بعض الدول الأخرى ان التوكتوك هو أمر واقع، ورأت ان إصدار لوحات رقمية ورخصة تسيير لعربات التوكتوك سوف يساعد علي تقليل المشاكل الناتجة عنه، بالإضافة الي تحصيل الضرائب ورسوم الترخيص من سائقيه.
تمنع أدارة المرور السودانية التوك توك من عبور الكباري، وتقصر سيره علي الشوارع والطرقات فقط.

## انتشار التوكتوك

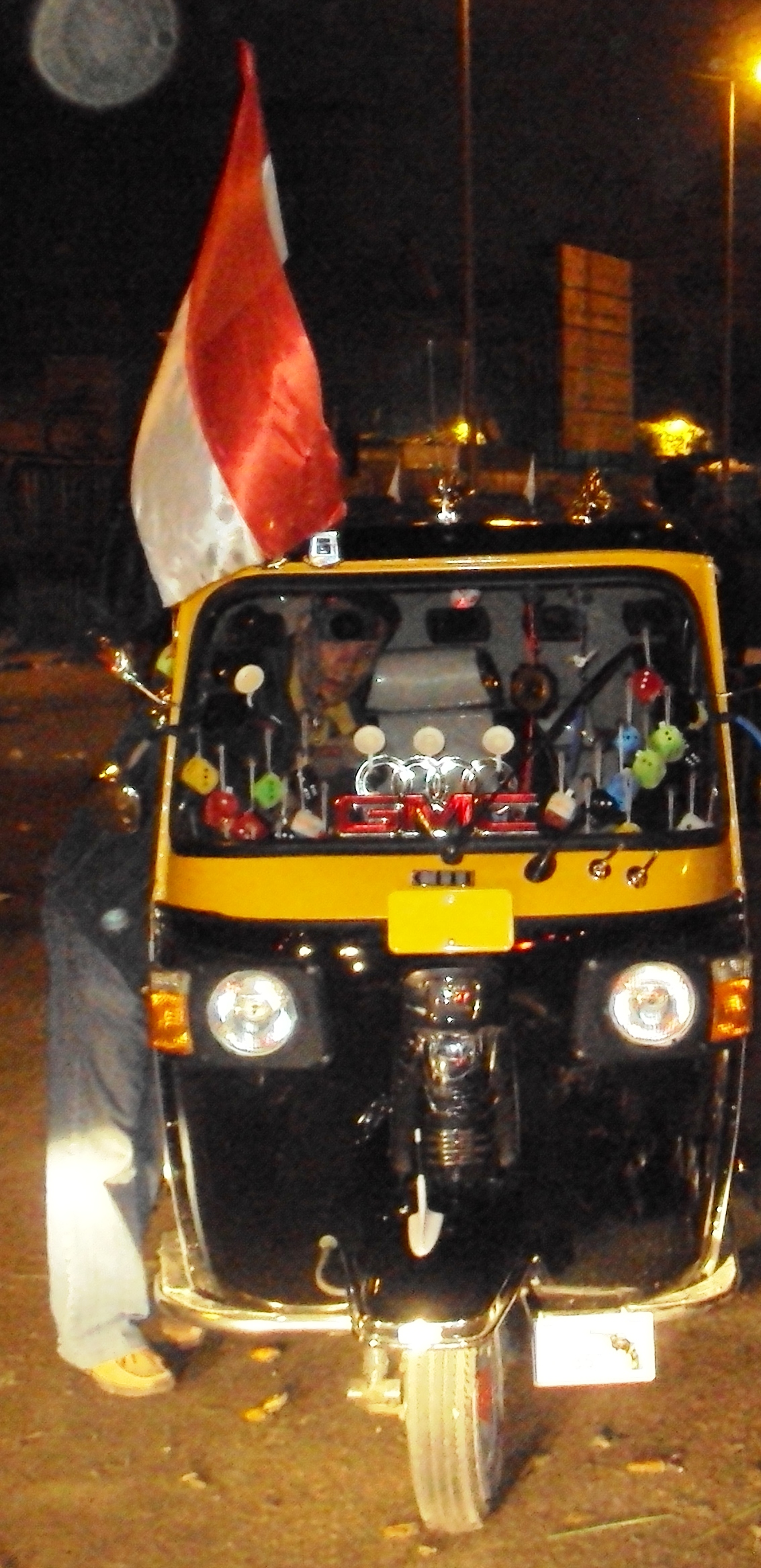
التوكتوك في ميدان التحرير بالعاصمة المصرية القاهرة.

ينتشر التوكتوك عامة في البلاد النامية ذات الكثافة السكانية العالية، وذلك لانخفاض تكلفته وقدرته على السير في الشوارع والطرقات الضيقة وينتشر بصورة ملحوظة في البلاد التالية.

## معرض صور

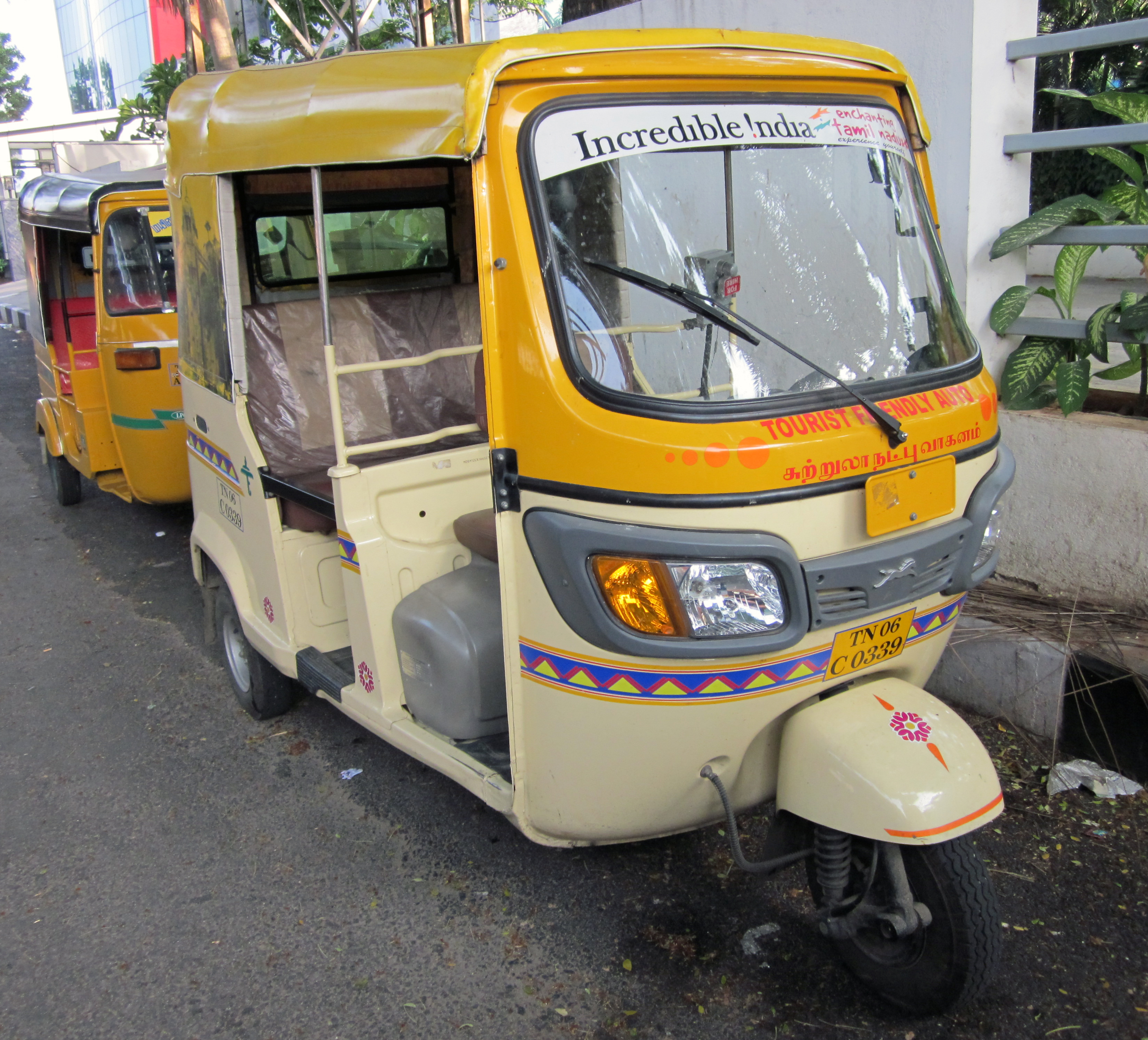
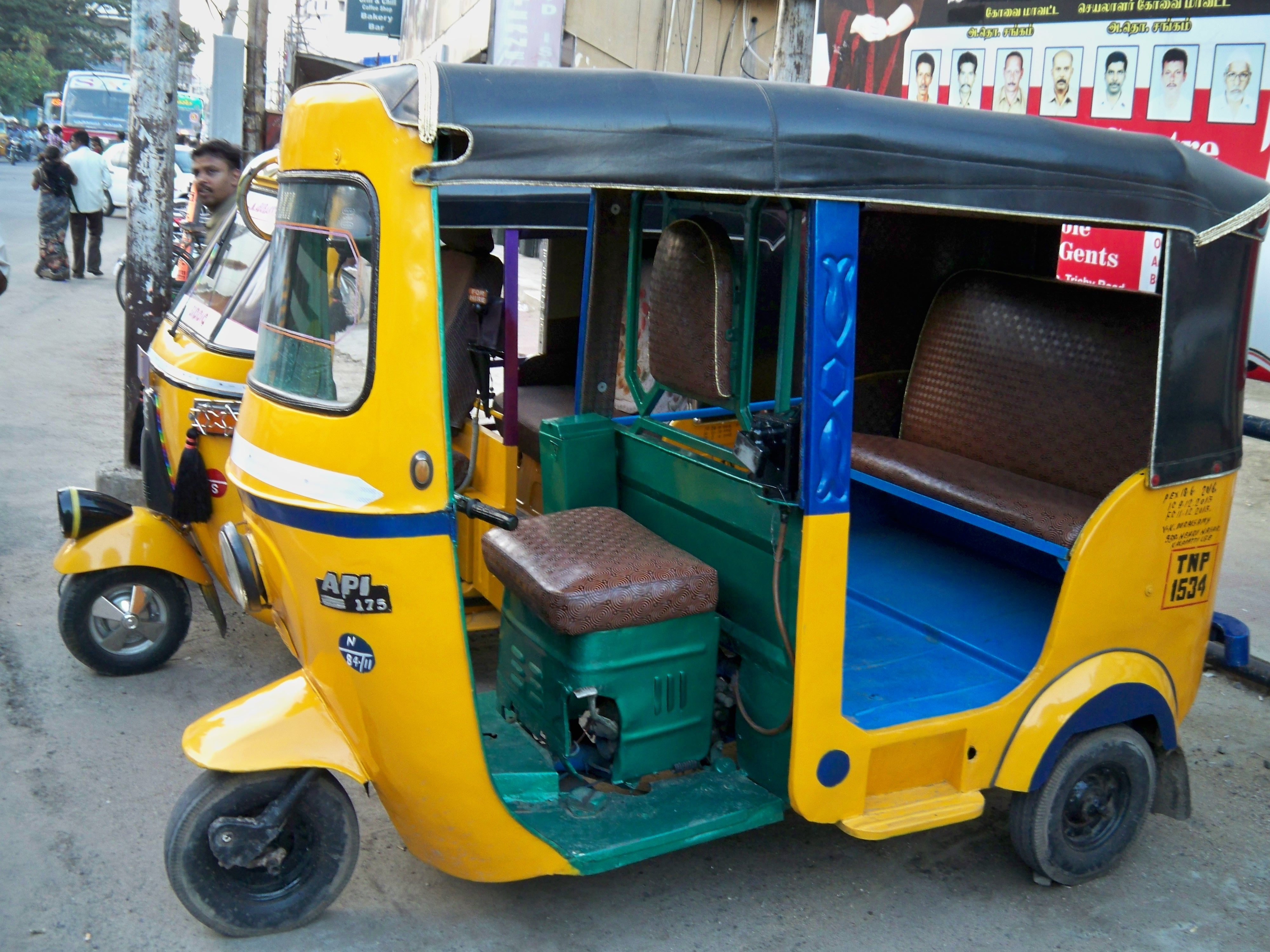
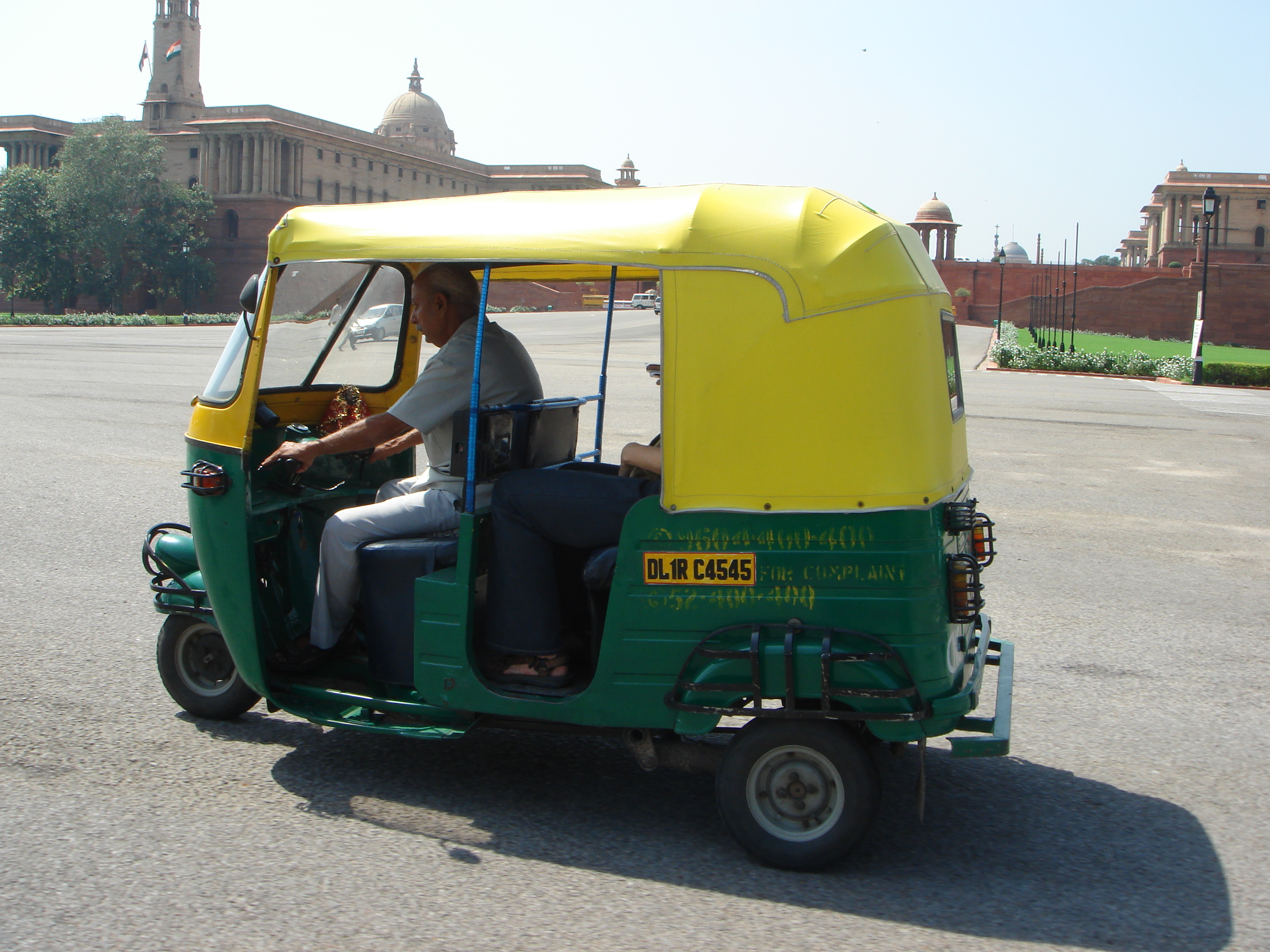
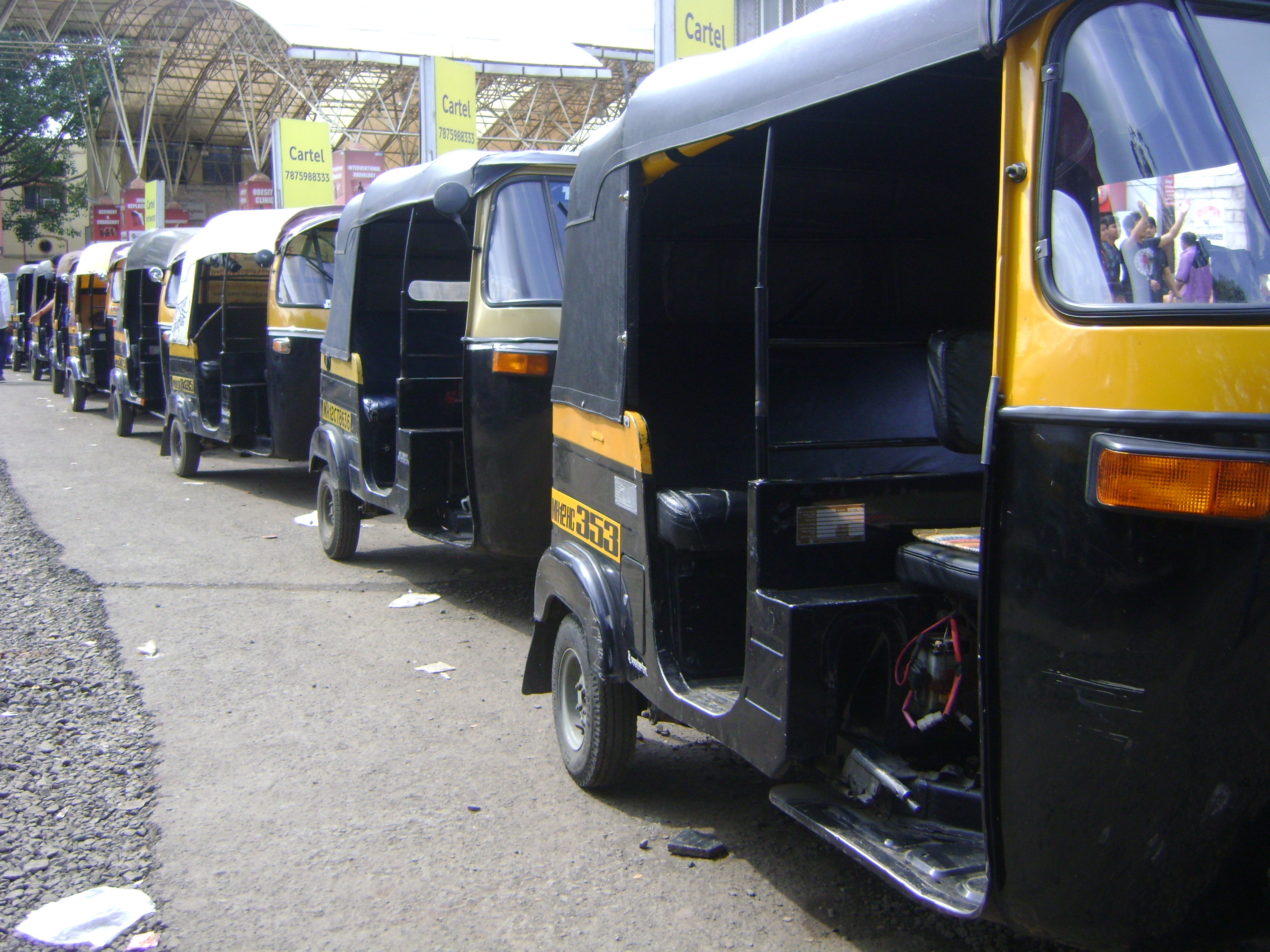
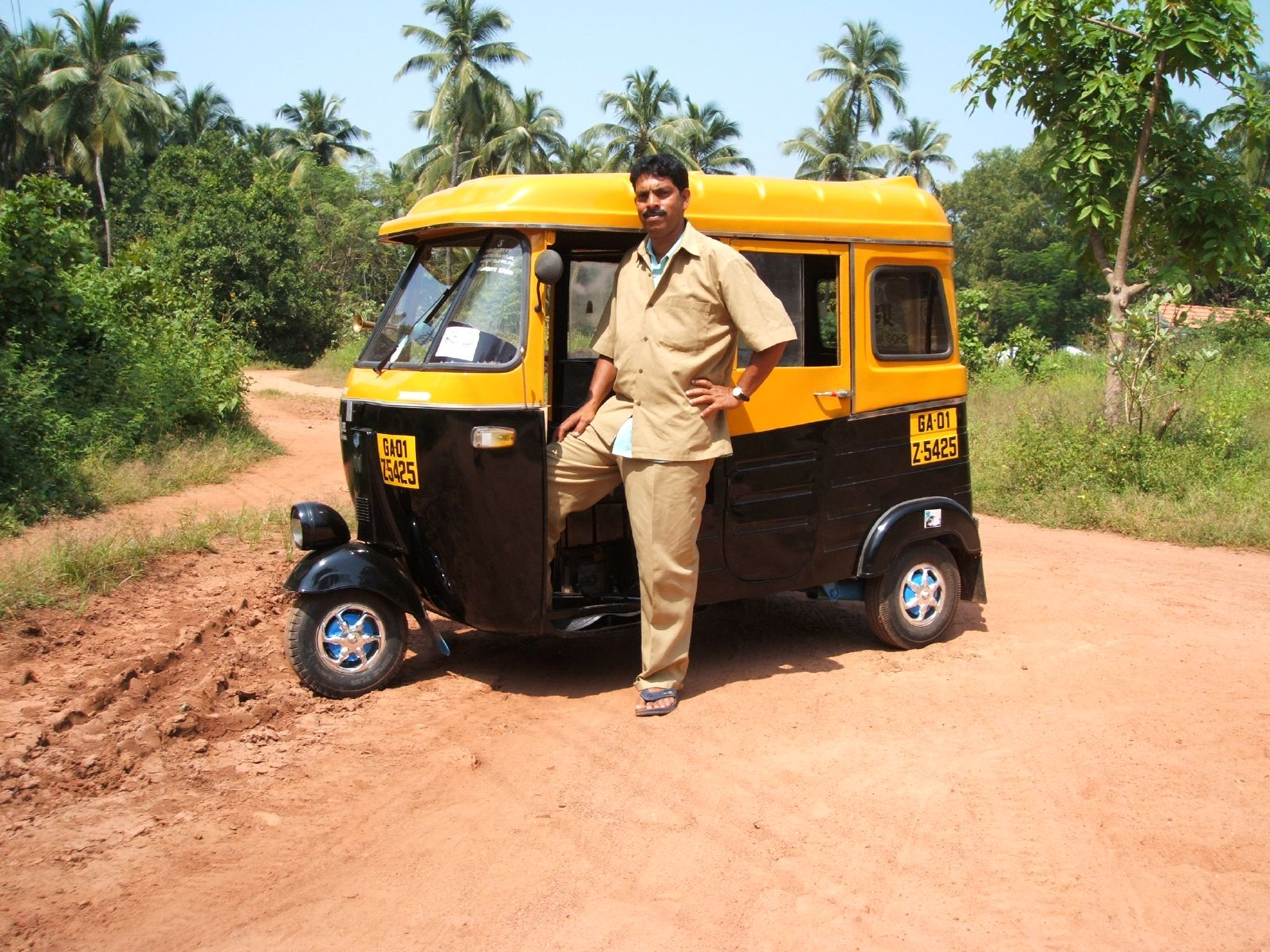